# Crossaster multispinus
Crossaster multispinus är en sjöstjärneart som beskrevs av Hubert Lyman Clark 1916. Crossaster multispinus ingår i släktet Crossaster och familjen solsjöstjärnor. Inga underarter finns listade i Catalogue of Life.